# Katherina Matousek
Katherina Matousek (* 20. April 1964 in Prag, Tschechoslowakei) ist eine ehemalige kanadische Eiskunstläuferin, die im Paarlauf startete. 
Ihr Partner war Lloyd Eisler. Mit ihm belegte sie 1983, bei ihrer ersten gemeinsamen Weltmeisterschaftsteilnahme, den zehnten Platz. 1984 wurden Matousek und Eisler kanadische Paarlaufmeister. Im selben Jahr beendeten sie die Olympischen Spiele in Sarajevo auf dem achten Platz und die Weltmeisterschaft auf dem fünften Platz. Bei ihrem letzten gemeinsamen Auftritt gewannen sie bei der Weltmeisterschaft 1985 in Tokio mit Bronze hinter den sowjetischen Paaren Jelena Walowa und Oleg Wassiljew sowie Larissa Selesnjowa und Oleg Makarow ihre einzige bedeutende internationale Medaille. Danach trennte sich das Eiskunstlaufpaar. Eisler setzte seine Karriere später mit Isabelle Brasseur fort.

## Ergebnisse

### Paarlauf
(mit Lloyd Eisler)
| Wettbewerb / Jahr          | 1983 | 1984 | 1985 |
| -------------------------- | ---- | ---- | ---- |
| Olympische Winterspiele    |      | 8.   |      |
| Weltmeisterschaften        | 10.  | 5.   | 3.   |
| Kanadische Meisterschaften | 3.   | 1.   |      |